# Valérian Pidmohylny
 (octobre 2016).
Si vous disposez d'ouvrages ou d'articles de référence ou si vous connaissez des sites web de qualité traitant du thème abordé ici, merci de compléter l'article en donnant les références utiles à sa vérifiabilité et en les liant à la section « Notes et références ».
Valérian Pétrovytch Pidmohylny (ukrainien : Валер'ян Петрович Підмогильний, Valerian Petrovytch Pidmohylnyï ; russe : Валерьян Петрович Пидмогильный, Valerian Petrovitch Pidmoguilny), né le 2 février 1901 et mort le 3 novembre 1937, est un écrivain ukrainien. Son roman Misto (La ville) est considéré comme une des meilleures œuvres de la littérature ukrainienne du XXe siècle.  
Dans les années 1920, il fut l'un des principaux traducteurs des œuvres de la littérature française en ukrainien. Il est le premier à traduire Anatole France et Guy de Maupassant.
Il est également l'auteur d’un manuel de la langue ukrainienne des affaires (1926).
Pidmohylny appartient à la génération de la « Renaissance fusillée », une vague culturelle et littéraire née en Ukraine soviétique dans les années 1920 et anéantie par la suite par Joseph Staline. Comme beaucoup d’autres écrivains, acteurs et cinéastes de la langue ukrainienne, Pidmohylny fut exécuté par le NKVD en novembre 1937, dans la forêt de Sandarmokh en Carélie (au nord de la Russie).   